# Canonici regolari della penitenza dei Beati Martiri
I Canonici regolari della penitenza e dei Beati Martiri, detti anche crocigeri dal cuore rosso, sono un antico ordine di chierici sotto la regola di sant'Agostino. Sorto probabilmente nel Duecento, sopravvisse in Polonia e Lituania fino alla metà dell'Ottocento.

## Storia

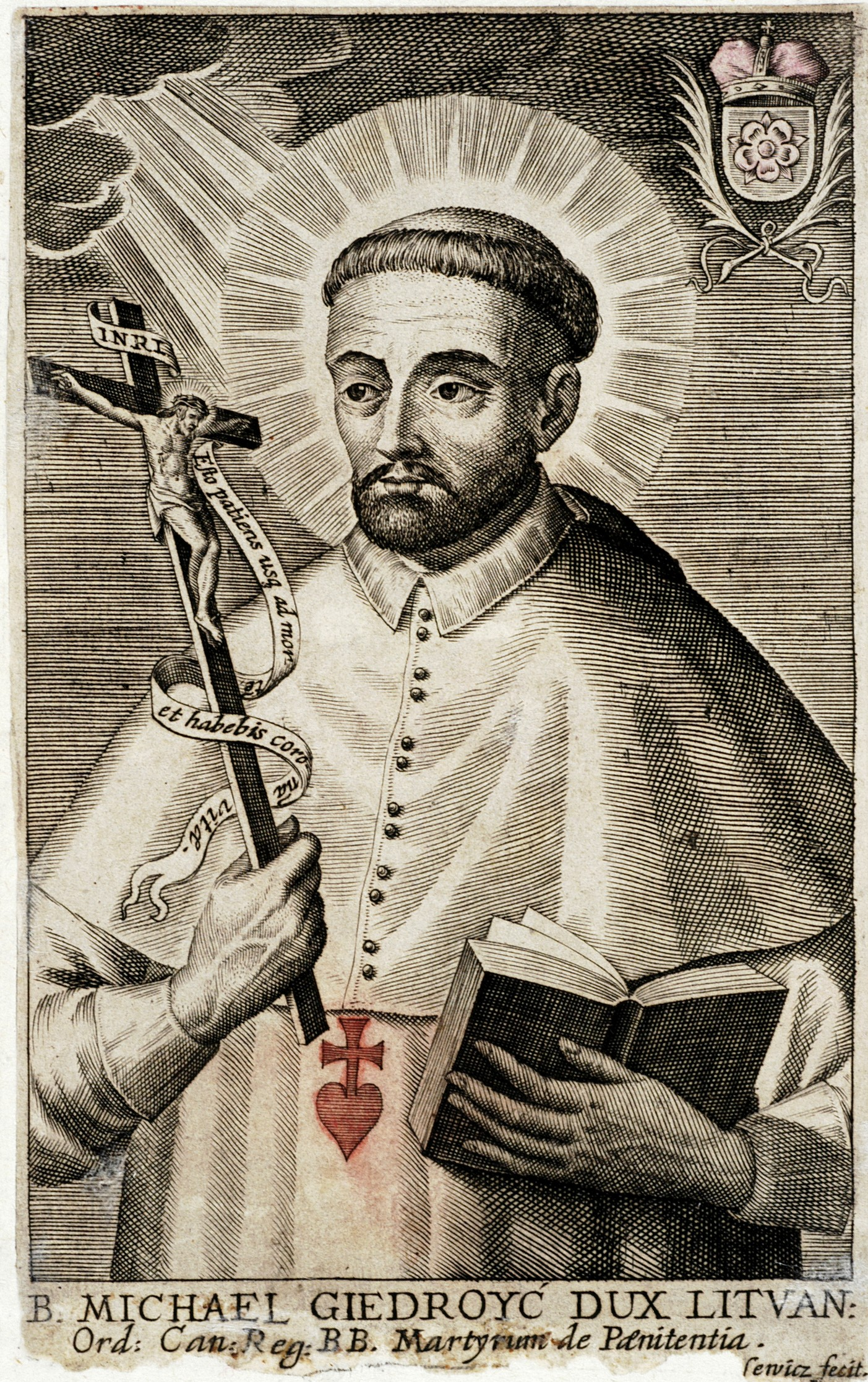
Il beato Michele Giedrojc, membro dell'ordine, con l'abito dei canonici regolari della penitenza dei Beati Martiri

Le origini dell'ordine sono abbastanza oscure. In alcuni documenti si accenna all'esistenza di loro monasteri già sotto il pontificato di Gregorio IX (1227-1241), ma il primo atto papale riguardante questa famiglia religiosa risale al pontificato di Alessandro IV e porta la data del 9 aprile 1256: esso è indirizzato al priore, alla chiesa e ai frati di Santa Maria de Metrio in Roma che, insieme ai monasteri di Sant'Elisabetta ad Alsfeld e di San Pietro di Kujawy, venivano posti sotto la protezione apostolica.
Nel 1274, alla vigilia del Concilio di Lione II, l'ordine contava case a Roma, in Inghilterra, in Germania, in Boemia, in Polonia e, forse, in Francia e Spagna; i religiosi esercitavano il loro apostolato in parrocchie, in cappellanie e, soprattutto, in ospizi per pellegrini; il loro abito era bianco, costituito da veste e scapolare con l'emblema, in rosso, di una croce sormontata da un cuore ricamato sul petto.
L'osservanza della regola di sant'Agostino è documentata sin dai pontificati di Alessandro IV e Bonifacio VIII; delle costituzioni esistono solo redazioni tardive (1612 e 1750) che sono sostanzialmente identiche a quelle dei frati predicatori.
Della casa-madre di Santa Maria de Metrio in Roma si erano perse le tracce già agli inizi del Cinquecento. L'ordine si sviluppò soprattutto in Boemia (il monastero di Santa Croce Maggiore a Praga, fondato nel 1256, sopravvisse fino all'Ottocento; le altre case andarono distrutte durante le guerre hussite), Polonia e Lituania: il monastero di San Marco a Cracovia fu fondato nel 1263 da Boleslao V e, nel 1470, divenne casa generalizia dell'ordine; i religiosi di Cracovia fecero fondazioni nei dintorni Vilnius già nei primi anni della cristianizzazione della Lituania.
I monasteri in Polonia furono soppressi da Giuseppe II (ma gli ultimi tre religiosi abbandonarono la comunità di San Marco di Cracovia nel 1807); in Lituania i monasteri furono soppressi dal governo russo nel 1832 (i canonici furono concentrati a Vilnius nel 1845 e condannati all'estinzione).